# Orientales de Humacao 2017
Questa voce raccoglie le informazioni riguardanti le Orientales de Humacao nella stagione 2017.

## Organigramma societario
Area direttiva
- Presidente: Luis Lebrón

Area tecnica
- Allenatore: Ariel Ortiz
- Assistente allenatrice: Eva Cruz (da febbraio)

## Rosa
| N° | Nome               | Ruolo | Data di nascita   | Nazionalità sportiva |
| -- | ------------------ | ----- | ----------------- | -------------------- |
| 1  | Glorimar Ortega    | P     | 21 novembre 1983  | Porto Rico           |
| 2  | Katherine Santiago | L     | 10 dicembre 1993  | Porto Rico           |
| 3  | Karla Santos       | S     | 28 novembre 1997  | Porto Rico           |
| 4  | Kinelix González   | L     | -                 | Porto Rico           |
| 5  | Andrea Rangel      | S     | 19 maggio 1993    | Messico              |
| 7  | María Reyes        | S     | 1º settembre 1991 | Porto Rico           |
| 8  | Lorraine Avilés    | O     | 25 giugno 1990    | Porto Rico           |
| 9  | Oneida González    | O     | 3 giugno 1981     | Porto Rico           |
| 10 | Viongelie Pimentel | C     | 8 ottobre 1993    | Porto Rico           |
| 10 | Hecters Rivera     | C     | 8 agosto 1991     | Porto Rico           |
| 11 | Jennifer Quesada   | C     | 22 febbraio 1992  | Porto Rico           |
| 12 | Lianna Sybeldon    | C     | 19 dicembre 1993  | Stati Uniti          |
| 12 | Madison Mahaffey   | C     | 9 agosto 1993     | Stati Uniti          |
| 14 | Lisse Mar Rivera   | P     | 14 gennaio 1998   | Porto Rico           |
| 15 | Shalimarie Merlo   | L     | 21 luglio 1994    | Porto Rico           |
| 15 | Ileana Rabell      | S     | -                 | Porto Rico           |
| 17 | Keila Rodríguez    | S     | 26 ottobre 1992   | Porto Rico           |

## Mercato
| Acquisti | Acquisti           | Acquisti             | Acquisti   |
| R.       | Nome               | da                   | Modalità   |
| -------- | ------------------ | -------------------- | ---------- |
| P        | Glorimar Ortega    | Indias de Mayagüez   | definitivo |
| L        | Katherine Santiago | ?                    | definitivo |
| S        | Karla Santos       | ?                    | definitivo |
| L        | Kinelix González   | ?                    | definitivo |
| O        | Lorraine Avilés    | -                    | definitivo |
| C        | Lianna Sybeldon    | Washington           | definitivo |
| P        | Lisse Mar Rivera   | ?                    | definitivo |
| C        | Hecters Rivera     | Leonas de Ponce      | definitivo |
| S        | Ileana Rabell      | -                    | definitivo |
| S        | Keila Rodríguez    | Gigantes de Carolina | definitivo |
| C        | Madison Mahaffey   | Gislaved             | definitivo |

| Cessioni | Cessioni           | Cessioni             | Cessioni   |
| R.       | Nome               | a                    | Modalità   |
| -------- | ------------------ | -------------------- | ---------- |
| L        | Tatiana Jusino     | -                    | ritirata   |
| -        | Daisyre Perez      | -                    | ritirata   |
| P        | Remy McBain        | -                    | ritirata   |
| O        | Joedly Narváez     | -                    | ritirata   |
| -        | Carla Román        | -                    | ritirata   |
| S        | Tara Mueller       | Changas de Naranjito | definitivo |
| P        | Hazel Ortiz        | -                    | ritirata   |
| S        | María Reyes        | -                    | ritirata   |
| L        | Shalimarie Merlo   | Changas de Naranjito | definitivo |
| C        | Viongelie Pimentel | Leonas de Ponce      | definitivo |
| C        | Lianna Sybeldon    | -                    | definitivo |

## Risultati

### LVSF

#### Regular season
| 1ª giornata - 26 gennaio 2017 Coliseo Emilio Huyke, Humacao             | Orientales de Humacao   | 3 - 2 | Polluelas de Aibonito   | 23-25, 25-13, 25-18, 17-25, 15-12 |
| 2ª giornata - 28 gennaio 2017 Coliseo Héctor Solá Bezares, Caguas       | Criollas de Caguas      | 3 - 1 | Orientales de Humacao   | 25-19, 32-34, 25-14, 25-18        |
| 3ª giornata - 1º febbraio 2017 Coliseo Emilio Huyke, Humacao            | Orientales de Humacao   | 3 - 0 | Capitalinas de San Juan | 25-17, 25-20, 25-16               |
| 4ª giornata - 3 febbraio 2017 Coliseo Emilio Huyke, Humacao             | Orientales de Humacao   | 2 - 3 | Valencianas de Juncos   | 25-19, 17-25, 20-25, 25-22, 16-18 |
| 5ª giornata - 5 febbraio 2017 Coliseo Emilio Huyke, Humacao             | Orientales de Humacao   | 3 - 2 | Indias de Mayagüez      | 19-25, 25-22, 21-25, 25-22, 15-10 |
| 6ª giornata - 8 febbraio 2017 Coliseo Guillermo Angulo, Carolina        | Gigantes de Carolina    | 2 - 3 | Orientales de Humacao   | 23-25, 25-20, 20-25, 25-19, 6-15  |
| 7ª giornata - 12 febbraio 2017 Coliseo Emilio Huyke, Humacao            | Orientales de Humacao   | 0 - 3 | Leonas de Ponce         | 15-25, 21-25, 16-25               |
| 8ª giornata - 15 febbraio 2017 Coliseo Gelito Ortega, Naranjito         | Changas de Naranjito    | 2 - 3 | Orientales de Humacao   | 21-25, 26-24, 25-23, 20-25, 11-15 |
| 9ª giornata - 18 febbraio 2017 Coliseo José Marrón Aponte, Aibonito     | Polluelas de Aibonito   | 1 - 3 | Orientales de Humacao   | 19-25, 25-22, 13-25, 21-25        |
| 10ª giornata - 23 febbraio 2017 Coliseo Salvador Dijols, Ponce          | Leonas de Ponce         | 3 - 0 | Orientales de Humacao   | 25-20, 25-21, 25-22               |
| 11ª giornata - 26 febbraio 2017 Coliseo Emilio Huyke, Humacao           | Orientales de Humacao   | 3 - 2 | Gigantes de Carolina    | 27-25, 24-26, 19-25, 25-19, 15-12 |
| 12ª giornata - 1º marzo 2017 Coliseo Emilio Huyke, Humacao              | Orientales de Humacao   | 1 - 3 | Criollas de Caguas      | 22-25, 25-22, 17-25, 22-25        |
| 13ª giornata - 4 marzo 2017 Coliseo Emilio Huyke, Humacao               | Orientales de Humacao   | 3 - 1 | Changas de Naranjito    | 25-22, 13-25, 25-13, 25-22        |
| 14ª giornata - 8 marzo 2017 Coliseo Rafael Amalbert, Juncos             | Valencianas de Juncos   | 3 - 2 | Orientales de Humacao   | 25-17, 23-25, 25-15, 19-25, 15-9  |
| 15ª giornata - 10 marzo 2017 Coliseo Emilio Huyke, Humacao              | Orientales de Humacao   | 3 - 0 | Capitalinas de San Juan | 25-12, 27-25, 25-21               |
| 16ª giornata - 12 marzo 2017 Palacio de Recreación y Deportes, Mayagüez | Indias de Mayagüez      | 3 - 2 | Orientales de Humacao   | 23-25, 25-12, 22-25, 25-20, 21-19 |
| 17ª giornata - 15 marzo 2017 Coliseo José Marrón Aponte, Aibonito       | Polluelas de Aibonito   | 2 - 3 | Orientales de Humacao   | 20-25, 26-24, 19-25, 25-15, 10-15 |
| 18ª giornata - 18 marzo 2017 Coliseo Emilio Huyke, Humacao              | Orientales de Humacao   | 3 - 2 | Indias de Mayagüez      | 23-25, 25-19, 21-25, 25-22, 15-7  |
| 19ª giornata - 24 marzo 2017 Coliseo Héctor Solá Bezares, Caguas        | Criollas de Caguas      | 3 - 2 | Orientales de Humacao   | 21-25, 25-15, 25-21, 22-25, 15-12 |
| 20ª giornata - 28 marzo 2017 Coliseo Roberto Clemente, San Juan         | Capitalinas de San Juan | 3 - 1 | Orientales de Humacao   | 24-26, 25-22, 25-11, 25-21        |
| 21ª giornata - 31 marzo 2017 Coliseo Salvador Dijols, Ponce             | Leonas de Ponce         | 3 - 2 | Orientales de Humacao   | 23-25, 25-22, 25-13, 23-25, 15-9  |
| 22ª giornata - 4 aprile 2017 Coliseo Emilio Huyke, Humacao              | Orientales de Humacao   | 3 - 1 | Changas de Naranjito    | 25-20, 25-18, 25-27, 25-21        |
| 23ª giornata - 6 aprile 2017 Coliseo Rafael Amalbert, Juncos            | Valencianas de Juncos   | 3 - 0 | Orientales de Humacao   | 25-18, 25-17, 25-13               |
| 24ª giornata - 8 aprile 2017 Coliseo Emilio Huyke, Humacao              | Orientales de Humacao   | 0 - 3 | Gigantes de Carolina    | 18-25, 23-25, 16-25               |

#### Play-off
| Quarti di finale (gara 2) - 13 aprile 2017 Coliseo Salvador Dijols, Ponce             | Leonas de Ponce       | 3 - 0 | Orientales de Humacao | 25-20, 25-12, 25-21              |
| Quarti di finale (gara 4) - 17 aprile 2017 Palacio de Recreación y Deportes, Mayagüez | Indias de Mayagüez    | 3 - 0 | Orientales de Humacao | 25-22, 26-24, 25-20              |
| Quarti di finale (gara 5) - 19 aprile 2017 Coliseo Emilio Huyke, Humacao              | Orientales de Humacao | 1 - 3 | Leonas de Ponce       | 22-25, 25-22, 22-25, 16-25       |
| Quarti di finale (gara 6) - 21 aprile 2017 Coliseo Emilio Huyke, Humacao              | Orientales de Humacao | 2 - 3 | Indias de Mayagüez    | 23-25, 25-23, 23-25, 25-20, 6-15 |
| Semifinali (gara 1) - 28 aprile 2017 Coliseo Héctor Solá Bezares, Caguas              | Criollas de Caguas    | 3 - 0 | Orientales de Humacao | 25-22, 25-21, 25-17              |
| Semifinali (gara 2) - 30 aprile 2017 Coliseo Emilio Huyke, Humacao                    | Orientales de Humacao | 1 - 3 | Criollas de Caguas    | 19-25, 17-25, 25-18, 13-25       |
| Semifinali (gara 3) - 2 maggio 2017 Coliseo Héctor Solá Bezares, Caguas               | Criollas de Caguas    | 3 - 0 | Orientales de Humacao | 25-15, 25-16, 25-15              |
| Semifinali (gara 4) - 4 maggio 2017 Coliseo Emilio Huyke, Humacao                     | Orientales de Humacao | 0 - 3 | Criollas de Caguas    | 16-25, 12-25, 19-25              |

## Statistiche

### Statistiche di squadra
| Competizione | Punti | In casa | In casa | In casa | In trasferta | In trasferta | In trasferta | Totale | Totale | Totale |
| Competizione | Punti | G       | V       | P       | G            | V            | P            | G      | V      | P      |
| ------------ | ----- | ------- | ------- | ------- | ------------ | ------------ | ------------ | ------ | ------ | ------ |
| LVSF         | 41    | 16      | 8       | 8       | 16           | 4            | 12           | 32     | 12     | 20     |
| Totale       | -     | 16      | 8       | 8       | 16           | 4            | 12           | 32     | 12     | 20     |

G = partite giocate; V = partite vinte; P = partite perse